# Trichoglottis smithii
Trichoglottis smithii är en orkidéart som beskrevs av Cedric Errol Carr. Trichoglottis smithii ingår i släktet Trichoglottis och familjen orkidéer. Inga underarter finns listade i Catalogue of Life.